# Poey-de-Lescar
Poey-de-Lescar är en kommun i departementet Pyrénées-Atlantiques i regionen Nouvelle-Aquitaine i sydvästra Frankrike. Kommunen ligger i kantonen Lescar som tillhör arrondissementet Pau. År 2022 hade Poey-de-Lescar 1 860 invånare.

## Befolkningsutveckling
Antalet invånare i kommunen Poey-de-Lescar
| Referens: INSEE |